# 대한민국 형법 제139조
대한민국 형법 제139조는 인권옹호직무방해죄에 대한 형법각칙의 조문이다.

## 조문
제139조(인권옹호직무방해) 경찰의 직무를 행하는 자 또는 이를 보조하는 자가 인권옹호에 관한 검사의 직무집행을 방해하거나 그 명령을 준수하지 아니한 때에는 5년 이하의 징역 또는 10년 이하의 자격정지에 처한다.

## 참고 문헌
- 김재윤, 손동권, 새로운 형법각론, 율곡출판사, 2013. ISBN 978-89-974283-4-2

## 같이 보기
- 공무집행방해죄